# Veterans Day

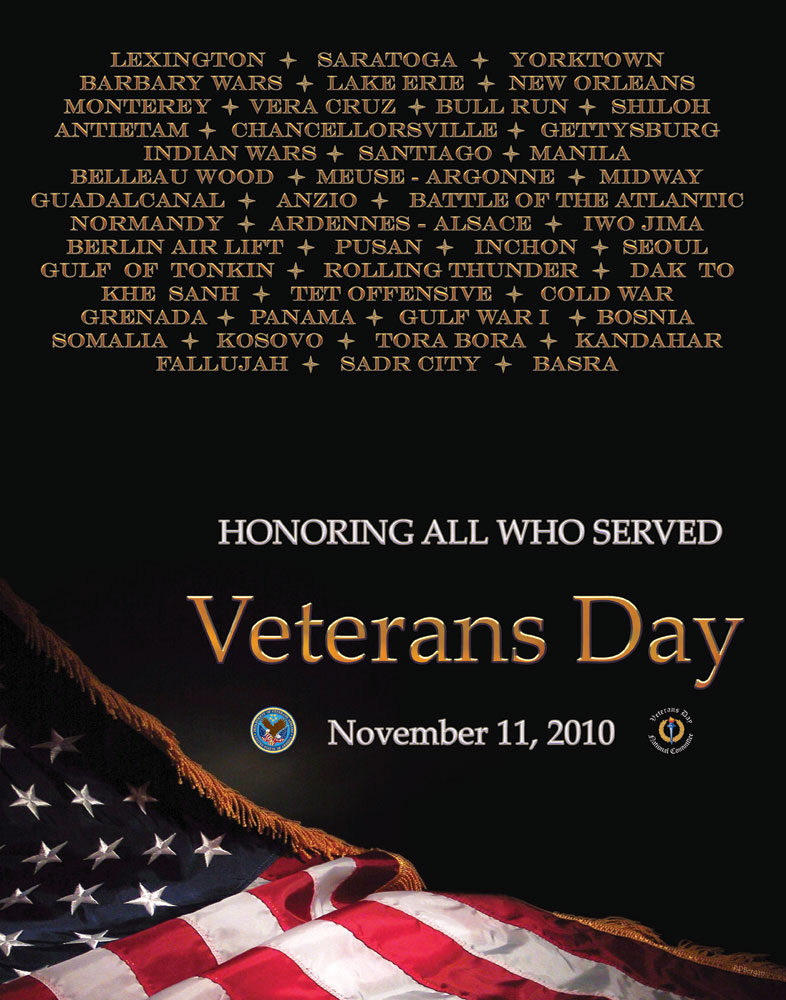
Veterans Day-poster uit 2010

Veterans Day, oorspronkelijk Armistice Day, is een jaarlijkse gedenkdag in de Verenigde Staten waarop men eer betoont aan iedereen die gediend heeft in de strijdkrachten, met name de levende veteranen. Veterans Day is een nationale feestdag die op 11 november gehouden wordt, de dag dat in de Eerste Wereldoorlog de overeenkomst tot wapenstilstand met de laatste strijdende partij, het Duitse Keizerrijk, ondertekend werd. Daarmee valt Veterans Day samen met gedenkdagen in de rest van de wereld, zoals wapenstilstandsdag en Remembrance Day, die op dezelfde dag het einde van de Eerste Wereldoorlog herdenken, of breder alle slachtoffers en iedereen die in het leger heeft gediend.
Deze dag is iets anders dan de Memorial Day, waar mensen worden herdacht die in militaire dienst zijn omgekomen. Een andere militaire feestdag die ook in mei plaatsvindt, Armed Forces Day, eert degenen die momenteel in het Amerikaanse leger dienen. 
Aangezien Nederland tijdens de Eerste Wereldoorlog neutraal was, valt de Nederlandse Veteranendag op een andere dag, de laatste zaterdag van juni.
De herdenkingsdag was tot 1954 bekend onder de naam Armistice Day.

## Geschiedenis

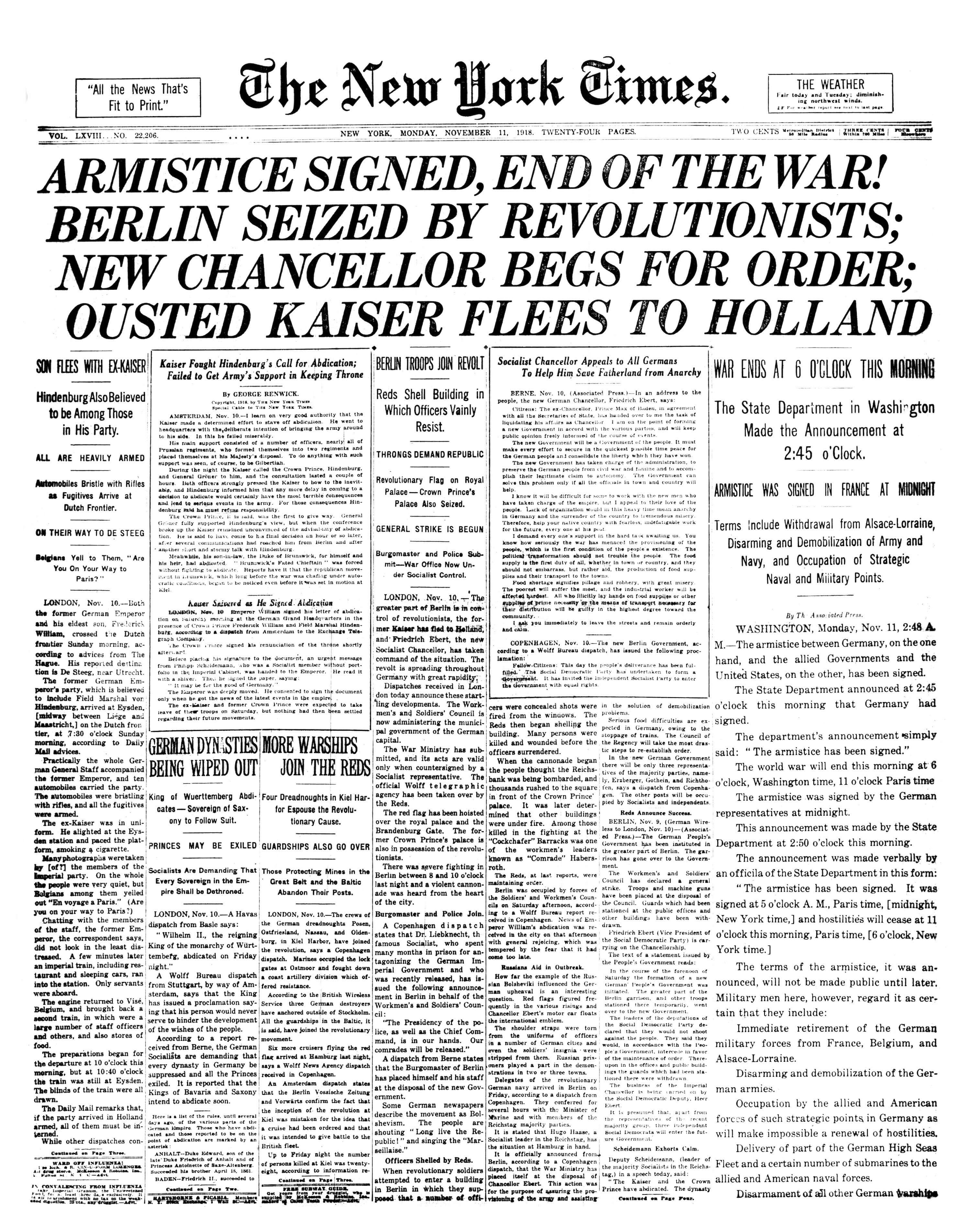
Voorpagina New York Times, 11-11-1918

De Amerikaanse president Woodrow Wilson schreef op 11 november 1919 een brief aan het Amerikaanse volk, waarin hij tot uitdrukking bracht wat deze dag voor hem betekende, wat het Amerikaanse volk had bijgedragen aan de overwinning en om het einde van de Eerste Wereldoorlog blijvend te herinneren. Daarop maakten 30 staten het een wettelijke feestdag. Het Congres nam een resolutie aan in 1926 die alle Amerikanen uitnodigde een herinneringsdag te organiseren met passende ceremonies en maakte het in 1938 tot een nationale feestdag, die vanaf toen elk jaar op 11 november gehouden zou worden. 
In 1953 besloot de stad  Emporia in Kansas om tijdens Armistice Day een herdenking van de veteranen te houden. Lid van het Congres voor Emporia, Ed Rees, probeerde herhaaldelijk een wet door het Huis van Afgevaardigden te krijgen die de naam in Veterans Day zou moeten veranderen. Uiteindelijk veranderde men de naam op 1 juni 1954 naar Veterans Day.
Toen alle feestdagen, met uitzondering van Nieuwjaarsdag, Kerstmis, Thanksgiving en Independence Day, werden verplaatst naar maandag om te zorgen voor een extra lang weekend, werd Veterans Day verplaatst naar de vierde maandag van oktober. Na protesten van veteranen groepen werd de feestdag weer terug verplaatst naar 11 november, vooral om de dag aantrekkelijker te maken. Het tegengestelde was juist het geval. Alleen banken en overheidsinstellingen zijn in de meeste staten nog gesloten op die dag. Scholen en bedrijven blijven meestal open, waardoor ook het openbaar vervoer geen aangepaste dienstregeling voert.